# 9074 Yosukeyoshida
9074 Yosukeyoshida è un asteroide della fascia principale. Scoperto nel 1994, presenta un'orbita caratterizzata da un semiasse maggiore pari a 2,3711272 UA e da un'eccentricità di 0,1904146, inclinata di 5,69459° rispetto all'eclittica.